# Onkel Poppoff kann auf Bäume fliegen
Onkel Poppoff kann auf Bäume fliegen ist der Buchtitel einer illustrierten Kindergeschichte von Janosch. Das Buch erschien erstmals 1964 im Parabel Verlag, 1966 bei Domino und nach 1972 beim dtv.

## Handlung
Onkel Poppoff lebt in einem kleinen weißen Haus am Rande des Waldes, nicht weit von Bobrek. Er wohnt dort zusammen mit wilden Bienen, Schmetterlingen, einem mittelgroßen Feldhasen und einem Kleiber. Obwohl Onkel Poppoff eigentlich ein ganz einfacher Mensch ist, erlebt er immer wieder wunderbare Abenteuer. Im Buch werden zehn voneinander unabhängige Geschichten erzählt, in denen Onkel Poppoff das Fliegen erlernt und das Luftschloss in den Abendwolken besucht, Bobrek und Umgebung vor einer Überschwemmung rettet, weil er die Regenjule durch einen kleinen Trick dazu bringt, wieder die Sonne scheinen zu lassen, in eine Versammlung der Vogelscheuchen gerät und beinahe zu ihrem König gewählt wird und viele andere Episoden mehr.
Die Illustrationen des Buchs sind, anders als in späteren Werken Janoschs, nicht kolorierte Strichzeichnungen.

## Ausgabe
- Onkel Poppoff kann auf Bäume fliegen. 1. Auflage. dtv, München 1972, ISBN 3-423-07050-1. (13. Auflage. 1990)

## Dramatische Bearbeitung
- Onkel Poppoff kann auf Bäume fliegen. Kindertheater von Janosch, bearbeitet von Holger Ptacek; Aufführungsrechte beim Merlin Verlag